# Mertendorf (Saksonia-Anhalt)
Mertendorf – gmina w Niemczech, w kraju związkowym Saksonia-Anhalt, w powiecie Burgenland, wchodzi w skład gminy związkowej Wethautal.
Gmina powstała 1 stycznia 2010 z połączenia trzech gmin: Görschen, Löbitz i Mertendorf.